# 塔拉·巴布尔法特
塔拉·巴布尔法特（瑞典語：Tara Babulfath，2006年1月3日—），瑞典女子柔道运动员，2023年世界少年柔道锦标赛女子48公斤级铜牌得主、2024年世界柔道锦标赛女子48公斤级铜牌得主。